# Bârzula
Bârzula (de asemenea și Bârzu, în ucraineană Подільськ, Podilsk) este un oraș din sud-vestul Ucrainei, cu o populație de 40.718 locuitori (conform recensământului din 2001).
Situat în regiunea Odesa, la cca. 168 km nord-vest de capitala regiunii, este reședința raionului omonim. Este atestat documentar din 1865 sub numele de Bîrzula/Birzula (în ucraineană Бірзула). 

## Istorie
Inițial un sat, s-a dezvoltat și a primit statutul de oraș în 1938, ca urmare a construcției căii ferate Șmerinca–Odesa.
Din 1935 numele îi este schimbat în Kotovsk, după numele activistului comunist Grigore Cotovschi, decedat în această localitate.
A făcut parte din RSSA Moldovenească între 1924–1940, apoi din RSS Ucraineană, devenită ulterior Ucraina. Între 1941-1944 s-a aflat sub administrație românească, făcând parte din Guvernământul Transnistria. În această perioadă este distrus mausoleul ridicat de sovietici în cinstea lui Cotovschi.
Conform recensământului sovietic din anul 1939, populația localității era de 16.795 locuitori, dintre care 823 (4,9%) moldoveni (români), 10.684 (63,61%) ucraineni, 2.735 (16,28%) evrei și 1.947 (11,59%) ruși.
Este locul de naștere al lui Vladimir Muntean, jucător celebru al lui Dinamo Kiev, echipă la care a evoluat între 1965–1977.

## Demografie
Componența lingvistică a orașului Bârzula
     Ucraineană (70,32%)
     Rusă (26,54%)
     Română (2,26%)
     Alte limbi (0,48%)
Conform recensământului din 2001, majoritatea populației orașului Bârzula era vorbitoare de ucraineană (70,32%), existând în minoritate și vorbitori de rusă (26,54%) și română (2,26%).